# Чангаи, Массамассо
Коми́ Массамассо́ Чангаи́ (фр. Komi Massamesso Tchangaï; 8 августа 1978, Атакпаме, Того — 8 августа 2010, Ломе, Того) — тоголезский футболист, защитник.

## Биография

### Клубная карьера
Начал профессиональную карьеру в клубе «АСКО Кара» в 1995 году. С 1996 года по 1998 год выступал за тунисскую команду «Бизертен». Позже он перешёл в итальянский клуб «Удинезе», в составе клуба он не провёл ни одного матча. Зимой 1999 года был отдан в аренду в словенскую «Горицу», в команде провёл полгода и сыграл 10 матчей и забил 1 гол в чемпионате Словении. Летом 1999 года ушёл в нидерландский клуб «Де Графсхап». В команде провёл два года и сыграл 28 матчей и забил 1 гол.
После играл за «Витербесе» в итальянской Серии С1, сыграл 16 матчей. С 2002 года по 2006 год играл за «Беневенто», стал игроком основы, провёл 86 матчей и забил 1 гол.
Летом 2006 года перешёл в клуб «Аль-Наср» из города Эр-Рияд, в команде провёл один год и сыграл всего 3 матча в чемпионате Саудовской Аравии. В 2009 году выступал за китайский клуб «Шэньчжэнь» и сыграл 29 матчей.

### Карьера в сборной
В сборной Того дебютировал 11 августа 1996 года в матче против Конго. Массамассо Чангаи участник 4-х Кубков африканских наций в составе Того. В 1998, 2000 и 2006 Того занимала последние места в своих группах. В 2002 Того заняло 3-е место в своей группе, обогнав сборную Кот-д’Ивуара, Чангаи участие в турнире не принял.
Чангаи попал в список 23-x футболистов вызванных Отто Пфистером на чемпионат мира 2006 в Германии. На турнире он провёл все 3 матча. В первом матче против Швейцарии (2:1) он получил жёлтую карточку. По итогам турнира Того заняло последнее 4 место в группе и проиграло все 3 встречи.

### Смерть
8 августа 2010 года в свой 32-й день рождения Чангаи скончался от сердечного приступа в госпитале в городе Ломе.

## Достижения
- Чемпион Того: 1996
- Серебряный призёр чемпионата Словении: 1998/99

## Личная жизнь
У Массамассо было 3-е детей. В Китае у него был собственный бизнес. Незадолго до смерти его подозревали в продаже наркотиков.